# Horst Weißhaupt
Horst Weißhaupt (* 23. Juli 1949 in Sangerhausen) war ein deutscher Fußballspieler in der DDR. Für den FC Rot-Weiß Erfurt spielte er in der höchsten Fußballklasse des DDR-Fußballverbandes, der Oberliga. Sein Zwillingsbruder Jörg Weißhaupt war ebenfalls Fußballspieler.

## Sportliche Laufbahn
Horst Weißhaupt begann seine Fußball-Laufbahn zehnjährig bei der Betriebssportgemeinschaft (BSG) Aufbau in Kelbra. Von 1969 bis 1971 spielte er bei Lok/Vorwärts Halberstadt und in der Saison 1971/72 bei der BSG Motor Nordhausen West. Sowohl in Halberstadt als auch in Nordhausen spielte er in der zweitklassigen DDR-Liga.
Zu Beginn der Fußballsaison 1972/73 wurde er zusammen mit seinem Zwillingsbruder zum regionalen Fußballschwerpunkt, dem FC Rot-Weiß Erfurt, delegiert, der gerade in die Oberliga aufgestiegen war. Horst Weißhaupt wurde vom Saisonbeginn an in der Oberliga eingesetzt. Sein erstes Oberligaspiel war die Begegnung FC Rot-Weiß – Sachsenring Zwickau (0:3), in der er in der ersten Halbzeit als rechter Flügelstürmer aufgeboten wurde. Diese Position spielte der 1,77 m große Weißhaupt bis zum Saisonende am häufigsten, und mit 24 Punktspieleinsätzen hatte er sich sofort zum Stammspieler etabliert. Zusammen mit Rüdiger Schnuphase wurde er darüber hinaus mit neun Treffern Torschützenkönig der Erfurter. In der Saison 1973/74 reichten allein fünf Tore, um bester Schütze der Rot-Weißen zu werden. Mit 13 Punktspieltoren landete Weißhaupt 1974/75 als bester Erfurter Torschütze auf Platz vier der Oberliga-Torschützenliste. In dieser Saison gelang es ihm auch, erstmals alle 26 Punktspiele zu bestreiten. In der Spielzeit 1975/76 wurde er zum letzten Mal mit zehn Punktspieltoren Torschützenkönig bei Rot-Weiß Erfurt. Im September 1975 bestritt er sein einziges Nachwuchs-Länderspiel. In einem Qualifikationsspiel zur Nachwuchs-Europameisterschaft gegen Belgien (1:2) wurde er als Mittelstürmer eingesetzt. Obwohl Weißhaupt bereits zu Beginn der Saison 1977/78 zurück zu Motor Nordhausen gewechselt war, holte ihn der Erfurter Klub zum Saisonende noch einmal in seine Oberligamannschaft zurück. Er wurde wieder als Stürmer in vier Spielen eingesetzt, in denen er mit vier Toren noch einmal seine Torgefährlichkeit nachwies. Nach den nun sechs Oberligaspielzeiten war Horst Weißhaupt auf insgesamt 114 Punktspiele gekommen und hatte damit seinen Bruder Jörg, der es auf 82 Oberligaeinsätze gebracht hatte, deutlich hinter sich gelassen. Mit 45 Punktspieltoren war er zwischen 1972 und 1978 torgefährlichster Spieler bei Rot-Weiß Erfurt.
Bereits mit 28 Jahren hatte Horst Weißhaupt zusammen mit seinem Bruder im Sommer 1977 die Oberliga verlassen, um künftig in der zweitklassigen DDR-Liga wieder für Motor Nordhausen zu spielen. Trotz seines zwischenzeitlichen Intermezzos bei Rot-Weiß Erfurt wurde er in der Saison 1977/78 zusammen mit dem Rostocker Rainer Jarohs mit 23 Treffern Torschützenkönig der DDR-Liga. 1978/79 schoss er 16 Punktspieltore und wurde damit bester Schütze bei Motor Nordhausen. Diesen Erfolg konnte er 1980, 1982 und 1983 wiederholen. Ab 1983 war Weißhaupt etatmäßiger Mittelfeldspieler, 1984 rückte er in die Abwehr zurück und 1985 beendete er bei Motor Nordhausen seine Laufbahn als Fußballspieler.
Horst Weißhaupt blieb auch nach seiner Fußballerlaufbahn dem Nordhäuser Fußball erhalten. Noch nach 2000 wirkte er beim BSG-Motor-Nachfolgeverein Wacker als Trainer der 2. Mannschaft und im Nachwuchsbereich. Bis 2009 war er Trainer beim Bezirksligisten Aufbau Sundhausen.